# Jappenkampen in Nederlands-Indië

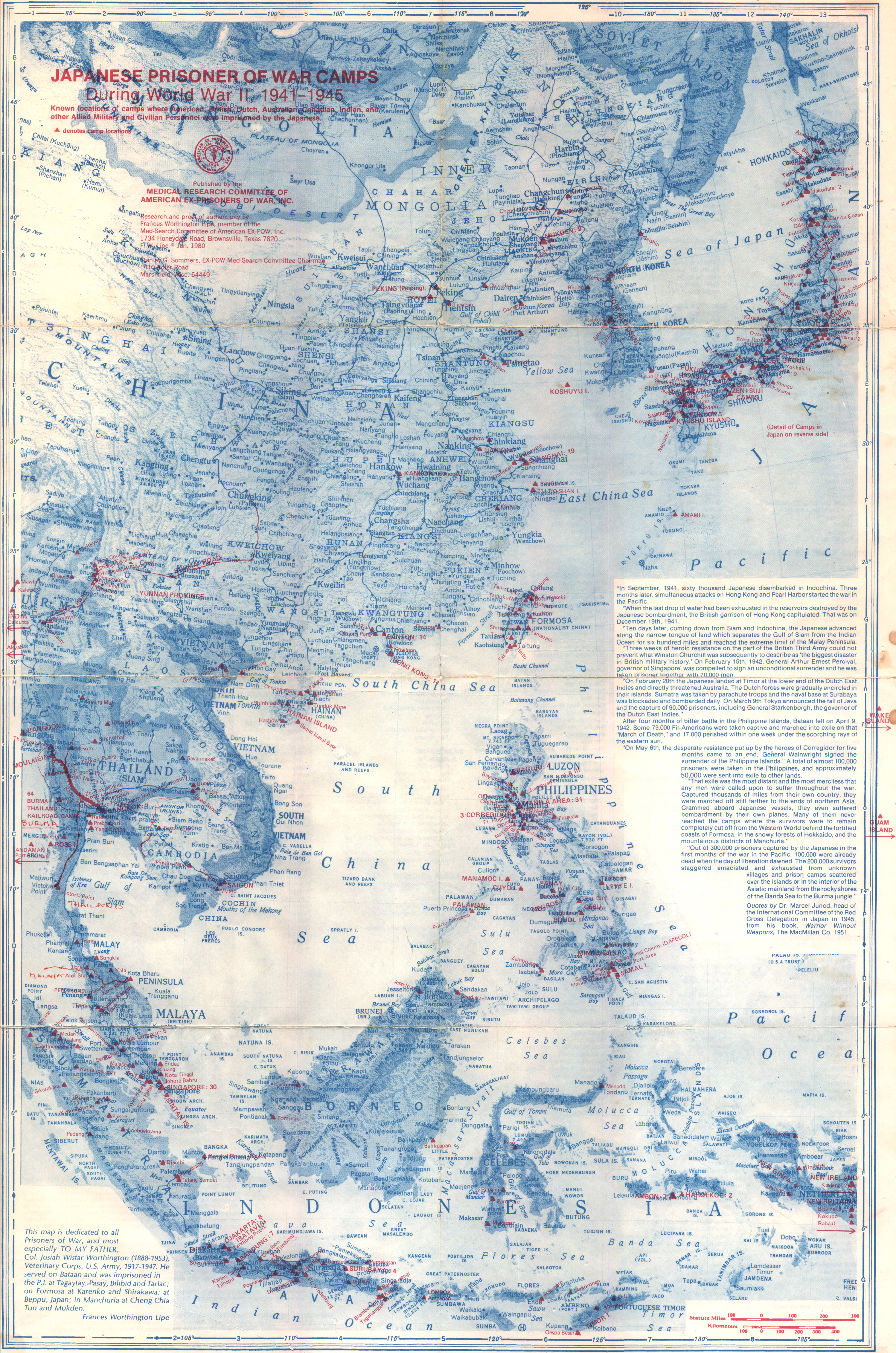
Kaart met bekende locaties van jappenkampen in de Groot Oost-Aziatische Welvaartssfeer tussen 1941 en 1945.

Jappenkamp is de Nederlandse benaming voor Japanse interneringskampen, dat wil zeggen plaatsen waar burgers of krijgsgevangen militairen gedurende de Japanse bezetting van Nederlands-Indië (1942-1945) gedwongen waren te blijven op last en onder toezicht van het Japanse gezag. 
De Groot Oost-Aziatische Welvaartssfeer was een Japans imperialistisch idee met als doel het unificeren van de volkeren in Oost-Azië en ze te bevrijden van westers kolonialisme, onder leiding van het Japans Keizerrijk.
Nederlanders werden door de Japanse bezetter, als staatsburgers van landen waarmee Japan direct in oorlog was, beschouwd als 'vijandelijke buitenlanders'. Tijdens de Japanse bezetting van Nederlands-Indië was er sprake van een systematisch harde en wrede behandeling van zowel burger- als krijgsgevangenen, soms met de dood tot gevolg. Hoewel er geen voedseltekorten waren in Nederlands-Indië, was er binnen de kampen een groot tekort aan voedsel, water, medicijnen en gezondheidszorg. Besmettelijke ziekten, mede veroorzaakt door slechte sanitaire voorzieningen, hadden vrij spel en kostten aan duizenden het leven. 
Jappenkampen werden door ex-gevangenen beschreven als concentratiekampen, of zelfs passieve vernietigingskampen. Door het grootschalig en consequent onthouden van voedsel en medicijnen stierven de bewoners na verloop van tijd vanzelf.
De Amerikaanse atoombomaanvallen op Hiroshima en Nagasaki, die de onvoorwaardelijke overgave van Japan tot gevolg hadden, maakten een einde aan de kampen.

## Inleiding
Gedurende het verloop van de Tweede Wereldoorlog werd Nederlands-Indië in 1942 door Japan bezet. De interneringskampen werden door het Japanse bezettingsleger gebruikt om Nederlanders en mensen van andere nationaliteiten, die nog in het land verbleven, te interneren. Er waren krijgsgevangenkampen voor militairen, en kampen voor burgers. Een volledig register van kampen wordt gegeven in Atlas van Nederlandse kampen. De burgerkampen waren weer onderverdeeld in kampen voor mannen, vrouwen en kinderen en (oudere) jongens. Sommige vrouwen werden door Japanse soldaten tot prostitutie gedwongen; zij werden troostmeisjes genoemd.
De gevangenen werden over het algemeen slecht behandeld. Er was vaak weinig eten beschikbaar en men moest hard werken. Overtreders van de regels konden vaak rekenen op strenge straffen of martelingen. Naast deze kampen waren er ook werkkampen voor Indonesiërs (romoesja's) en kampen voor Indo-Europese jongeren.
Veel mannen (militairen, dienstplichtigen en romoesja's, aangevuld met fysiek 'sterke' burgers) werden ingezet als dwangarbeiders aan de Birmaspoorweg, de zogenaamde Dodenspoorlijn tussen Nong Pladuk in Thailand en Thanbyuzayat in Myanmar (Birma), of aan de Pakanbaroe-spoorweg tussen Pekanbaru en Muaro op Midden-Sumatra. Ook werden de mannen als dwangarbeider ingezet voor het aanleggen van vliegvelden op Flores, op de Molukken en het werk in mijnen of andere industrieën in Japan.
Het woord "jappenkamp" is een samenstelling van "jappen" (enkelvoud "jap", een verkorting van "Japanner") en "kamp". Tegenwoordig wordt het woord "jap" als beledigend beschouwd en een ongepast synoniem voor "Japanner", maar "jappenkamp" geldt als een algemeen gangbare historiografische term voor de Japanse interneringskampen tijdens de Tweede Wereldoorlog.

## Krijgsgevangenen

### Aantallen en categorieën

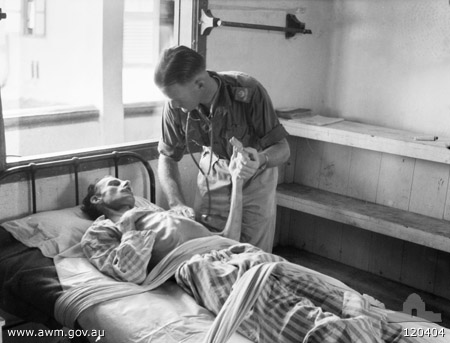
Krijgsgevangene in een fase van verhongering in het Kamp Batu Lintang, september 1945

In de periode 1941-1942 sneuvelden 1.653 officieren en minderen van de Koninklijke Marine en 896 KNIL-militairen: in totaal: 2.549. Met de capitulatie van het KNIL op 8 maart 1942 raakten ongeveer 42.240 Nederlandse militairen (waaronder ook Indo-Europese en 'gelijkgestelde' Nederlandse militairen) in Japanse krijgsgevangenschap. Het aantal inheemse beroepsmilitairen werd geschat op 24.000. Zij waren afkomstig uit Java (15.000), Manado (3000), Ambon (5000) en Timor (1000). Hiervan zijn naar schatting later in 1942 15.000 militairen weer vrijgelaten. Een deel van hen nam daarna dienst in het Japanse leger als hulpsoldaat (heiho's).
Een aanzienlijk aantal, speciaal onder de Ambonezen, bleef echter in gevangenschap. De Indo-Europeanen bleven in de meeste gevallen samen met de Europeanen zonder een gemengde afkomst geïnterneerd. Een uitzondering hierop was een verzamelkamp in Tjimahi. De meeste krijgsgevangenen bevonden zich tijdens de capitulatie in de provincies West-Java (zie bijvoorbeeld Tjimahi) en Oost-Java. Ook op Borneo, Sumatra, Celebes en de Oostelijke eilanden bevonden zich kampen. Een aanzienlijk deel van de krijgsgevangenen werd daarna in werkkampen elders in de Archipel of daarbuiten te werk gesteld. De leefomstandigheden in de meeste kampen waren zeer zwaar. Berucht was daarbij het optreden van de Japanse militaire politie (Kempeitai). De moeilijkste omstandigheden deden zich voor waar krijgsgevangenen steeds weer op transport werden gesteld naar nieuwe werkkampen (de zogenaamde "dodenmarsen") en op locaties waar de Japanse kampleiding zich liet gelden door wreedheid en onverschilligheid in de behandeling van gevangenen. Berucht zijn de dodenmarsen van het kamp Sandakan in Noord-Borneo. In de werkkampen werden gevangenen onder vaak onmenselijke omstandigheden tewerkgesteld. Japan heeft de Conventie van Genève van 1929 nooit geratificeerd en ook niet nageleefd.
Aan het einde van de oorlog verkeerden veel krijgsgevangenen in een 'toestand van lichamelijke en geestelijke uitputting waaronder ook de sterkste nauwelijks nog enige weerstand konden opbrengen' In totaal stierven 8.200 krijgsgevangenen (1 op de 5, of 20%) tijdens gevangenschap. Meer dan de helft (ongeveer 5600) kwam om bij dwangarbeid verricht aan de Birmaspoorweg (3100 slachtoffers) en de Pakanbaroe-spoorweg op Sumatra (bijna 2500 slachtoffers onder de krijgsgevangenen, naast waarschijnlijk meer dan 9.000 slachtoffers onder de geïnterneerde romoesja's).

### Inleiding
Het totaal aantal krijgsgevangenen was omstreeks 42.000; daarbij waren er 37.000 van het Indische leger, 3.900 van de Koninklijke Marine en 1.500 zogenaamde stads- en landwachten. Deze werden ook wel landstorm genoemd. Deze militairen vormden ongeveer een derde deel van de Nederlandse mannen in Indië. In tegenstelling tot de situatie in Nederland (na de capitulatie voor Duitsland op 14 mei 1940) was er in Indië geen afwikkeling of afvloeiing geweest. Alle militairen werden zonder meer naar de kampen gezonden. Ook de commandanten mochten geen verslagen meer maken of officiële mededelingen doen. Het gevolg hiervan was dat er na de capitulatie van het Indische leger allerlei (veelal negatieve en verwarrende) geruchten de ronde gingen doen. Onderscheidende rangtekens moesten worden ingeleverd en diverse legeronderdelen raakten zozeer uit hun verband gerukt dat alle organieke structuur verloren ging. Voorraden waren in beslag genomen en kleding en schoeisel werd niet meer aangeleverd. Dit alles betekende dat de militairen ineens volslagen rechteloos waren geworden.
Per kamp was in de meeste gevallen de hoogste in rang zijnde Nederlandse officier verantwoording schuldig aan de Japanse kampcommandant, veelal een kapitein of luitenant. De dagelijkse routinecontrole in de kampen gebeurde bijna altijd door onderofficieren en manschappen, waaronder zich vrijwel altijd Koreanen bevonden. Om indruk op de leiding te maken trad men vaak bij de geringste overtreding sadistisch op. De krijgsgevangenen werden over de gehele Nederlandse archipel verspreid en ver daarbuiten. Krijgsgevangenen met de rang van kolonel en hoger werden naar Formosa getransporteerd en vandaar naar Mantsoerije. Vanuit de basiskampen vertrokken groepen met diverse bestemmingen, maar "waarheen" wist niemand. Zodoende wist men uiteindelijk alleen nog maar waar zich de eigen groep bevond; van andere eenheden was niets bekend, slechts geruchten deden hieromtrent de ronde.
Behalve Nederlanders zijn ook veel Engelse en Amerikaanse krijgsgevangenen, de laatsten vooral op de Filipijnen, in de kampen overleden.

### Werkzaamheden en sancties
De krijgsgevangenen werden gedwongen allerlei werkzaamheden te verrichten, zoals het aanleggen van vliegvelden, het construeren van wegen, spoorlijnen en bruggen, havenwerkzaamheden en diverse andere zaken. Deze slavenarbeid, vaak onder zeer slechte omstandigheden, in ruige en mensvijandige gebiedsdelen, was voor velen fataal. Dat was onder meer het geval bij de aanleg van spoorwegen op Sumatra, Birma en Siam, bij de vliegveldaanleg in het oosten van Nederlands-Indië en Singapore, bij het werk in de mijnen in Japan en bij vele andere werkzaamheden in Zuidoost-Azië.
Sancties bestonden onder meer uit het opsluiten in een kooi, zonder dak, zodat men dagenlang blootgesteld was aan alle weersinvloeden, het urenlang op de appelplaats laten staan en soms zelfs dagenlang en ranselpartijen met de vuist, gelaarsde voet, de schede van het samoeraizwaard, de knuppel of de zweep. Ontsnappingspogingen werden meedogenloos bestraft en wel door middel van de doodstraf; de uitvoering hiervan geschiedde met de bajonet, door onthoofding of een enkele maal door een vuurpeloton.
De Japanse premier Tojo had duidelijk gemaakt dat de Geneefse Bepalingen niet zouden worden nagekomen en dat de westerse krijgsgevangenen vooral vernederende arbeid dienden te verrichten en wel bij voorkeur in het zicht van de door de Japanners "bevrijde" volkeren. Vertegenwoordigers van het Rode Kruis en de neutrale mogendheid Zweden kregen geen kans daadwerkelijk controle uit te oefenen op de behandeling van krijgsgevangenen.

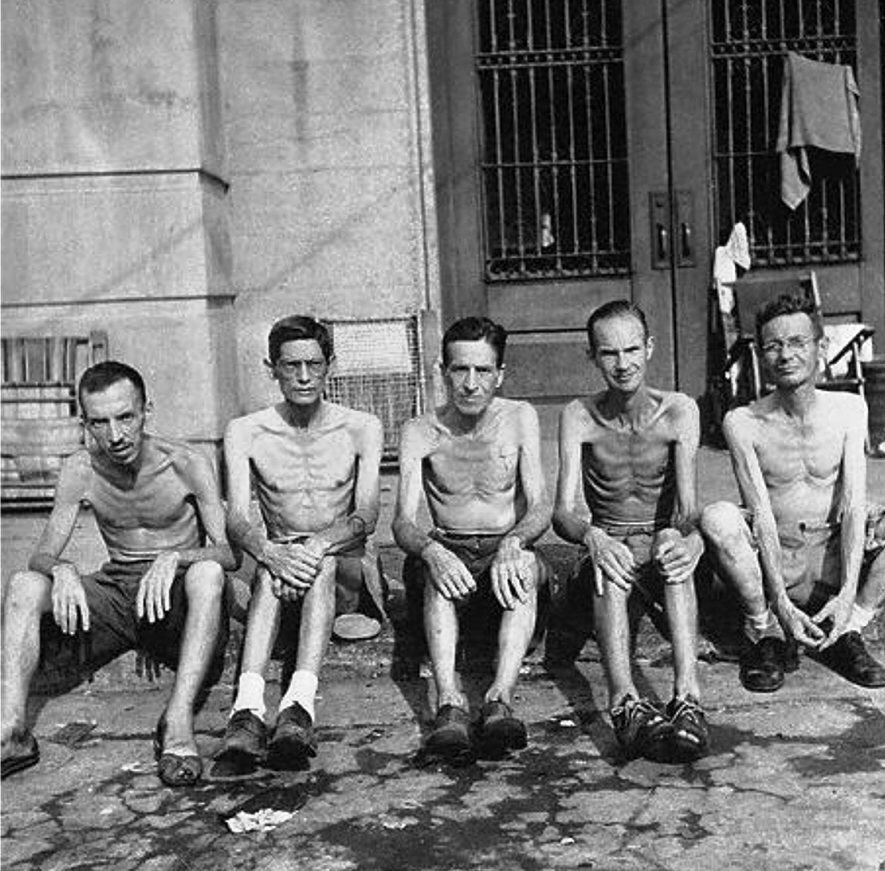
Verhongerende Amerikaanse krijgsgevangenen in een kamp op de Filipijnen

### Transporten
De meeste verliezen aan levens van krijgsgevangenen kostten de transporten over zee. Ongeveer 90 procent van hen werd één of meerdere malen met dat soort vervoer geconfronteerd. De transporten vonden niet plaats op gemarkeerde schepen, dus zonder duidelijk Rode Kruis teken, die meevoeren in Japanse militaire konvooien. Aldus werden er schepen met vele krijgsgevangenen door de geallieerden getorpedeerd en gebombardeerd. De gevangenen zaten opgesloten in de ruimen en als ratten in de val tijdens zo'n aanval. Het grootste verlies aan levens van krijgsgevangenen kostte de torpedering van het Japanse vrachtschip de Junyo Maru in september 1944 in de Indische Oceaan, nabij Zuidoost-Sumatra, waarbij 5.600 mensen om het leven kwamen. De schepen werden Hellships genoemd. In het algemeen kon worden gesteld dat er bij de krijgsgevangenen in de Japanse kampen drie keer meer slachtoffers vielen dan bij die in Duits gevangenschap in Europa.

### POW-nummers
Tussen 1 maart 1944 en 15 augustus 1945 (Japanse capitulatie) werden er ook POW (Prisoner-of-War-) nummers gebruikt. De POW-nummers werden uitgegeven door het kamp waar men was geplaatst. Java werd bijvoorbeeld verdeeld in drie districten, zogenaamde Bunsho’s. In iedere Bunsho kreeg ieder kamp een nummer: in district I van 1 t/m 9, in II van 1 t/m 6, in III van 1 t/m 13. Binnen ieder district werd een afzonderlijke nummering van de geïnterneerden bijgehouden. Binnen elk van de drie Bunsho's liepen zij opeenvolgend door, beginnend bij 1 en eindigend met het maximale aantal geïnterneerden bij uitgifte van de laatste nummers. Als binnen een kamp (bijvoorbeeld kamp 4) alle nummers waren vergeven, nummerde men door in het volgende kamp (kamp 5) van de Bunsho. Deze nummers moesten ook op de correspondentie tussen kampbewoners onderling worden vermeld. Ook het kampnummer moest daarbij worden vermeld. Als een gevangene binnen een Bunsho naar een ander kamp verhuisde, behield hij of zij het kampnummer. Bij verhuizing naar een andere Bunsho (bijvoorbeeld van Bandung naar Muntilan) kreeg men echter een nieuw nummer toegewezen, waarbij de mensen binnen een transport opeenvolgend werden genummerd.

### Overzicht krijgsgevangenenkampen
Onderstaand volgt een (niet complete) opsomming van de krijgsgevangenenkampen.

### Krijgsgevangenenkampen op Java
| Bunsho         | Stad        | Naam van krijgsgevangenenkamp                 | Bestaansperiode         |
| -------------- | ----------- | --------------------------------------------- | ----------------------- |
|                | Serang      | Gevangenis                                    | 02-03-1942 - 13-04-1942 |
| Java Main Camp | Batavia     | 10e Bataljon                                  | xx-04-1942 - 23-08-1945 |
|                |             | ADEK                                          | 03-02-1944 - 15-05-1944 |
|                |             | Glodok                                        | 06-03-1942 - 30-11-1943 |
|                |             | Kampong Makassar                              | xx-04-1942 - 07-01-1945 |
|                |             | Mater Dolorosa                                | xx-xx-1943 - 23-08-1945 |
|                |             | Patekoan                                      | xx-04-1942 - 25-01-1943 |
|                |             | Sint Vincentius                               | xx-xx-1943 - 30-02-1945 |
|                |             | Struiswijk                                    | 26-01-1944 - 28-10-1944 |
|                |             | Tandjong Priok-kampen                         | xx-04-1942 - 23-08-1945 |
| Java I         | Soekaboemi  | Kindersanatorium                              | 08-03-1942 - 30-03-1942 |
|                |             | Hogere Landbouwschool                         | 08-03-1942 - 01-07-1942 |
|                |             | Opleidingsschool der Algemene Politie         | xx-03-1942 - xx-05-1942 |
|                | Tjimahi     | 4e en 9e Bataljon                             | 31-01-1944 - 23-08-1945 |
|                |             | Baros 5                                       | xx-04-1942 - 25-10-1942 |
|                |             | Baros 6                                       | xx-03-1942 - 08-07-1942 |
|                |             | Bergartillerie                                | 09-03-1942 - 07-01-1943 |
|                |             | Treinkampement                                | 16-04-1942 - 12-10-1942 |
|                | Bandoeng    | 15e Bataljon                                  | xx-03-1942 - 28-04-1945 |
|                |             | Lands Opvoedings Gesticht (LOG)               | xx-03-1942 - xx-08-1945 |
|                | Garoet      | Garoet-kampen                                 | xx-03-1942 - 22-06-1942 |
|                | Leles       | Leles-kamp                                    | xx-03-1942 - xx-04-1942 |
|                | Tasikmalaja | Tasikmalaja-kampen                            | xx-03-1942 - xx-04-1942 |
| Java II        | Tjilatjap   | Artillerie-kampement                          | 15-03-1942 - 05-02-1943 |
|                |             | Hotel Bellevue, Hotel Wouters                 | 08-03-1942 - 16-06-1942 |
|                |             | Infanterie-kampement                          | 15-03-1942 - 01-08-1942 |
|                | Semarang    | Djoernatan                                    | 19-03-1942 - 10-02-1943 |
|                | Magelang    | Instructie-Bataljon                           | 10-03-1942 - 24-04-1942 |
|                | Djokjakarta | Groot-Seminarie                               | 09-03-1942 - 20-05-1942 |
|                |             | HBS-Djetis                                    | 05-03-1942 - 08-07-1942 |
| Java III       | Soerabaja   | Broederschool (interneringskamp)              | 14-03-1942 - 12-11-1942 |
|                |             | HBS-kamp                                      | xx-03-1942 - 31-01-1943 |
|                |             | Jaarmarkt (interneringskamp)                  | 08-03-1942 - 26-04-1943 |
|                |             | JCJL-kamp                                     | 11-04-1942 - 29-07-1945 |
|                |             | Ondaatje-kamp                                 | xx-03-1942 - xx-10-1943 |
| Java IV        | Malang      | 8e Bataljon, Drost-kamp II                    | 17-03-1942 - 07-02-1943 |
|                |             | 10e Depot-Bataljon, Drost-kamp I              | 14-03-1942 - 25-12-1942 |
|                |             | Diverse (kleine) interneringskampen in Malang | xx-03-1942 - 06-02-1943 |
|                |             | Keloetstraat (interneringskamp)               | 15-03-1942 - 17-01-1943 |

### Krijgsgevangenenkampen op Sumatra
| Bunsho         | Stad                | Naam van krijgsgevangenenkamp        | Bestaansperiode         |
| -------------- | ------------------- | ------------------------------------ | ----------------------- |
| Noord-Sumatra  | Belawan             | Unie Kampong                         | 31-03-1942 - 26-06-1942 |
|                | Blangkedjeren       | Atjeh-weg (11 kampen)                | 16-03-1944 - 04-10-1944 |
|                | Koetatjane          | Lawesigalagala                       | xx-03-1942 - xx-07-1943 |
|                | Medan               | Gloegoer                             | 26-06-1942 - 25-06-1944 |
|                |                     | Soengei Sengkol                      | 10-10-1944 - 26-10-1944 |
| Midden-Sumatra | Padang              | Gevangenis                           | 18-03-1942 - 22-09-1944 |
|                | Pakanbaroe-spoorweg | 18 kampen tussen Pakanbaroe en Muaro | 19-05-1944 - 15-08-1945 |
| Zuid-Sumatra   | Palembang           | Betoeng/Ketiau                       | 11-11-1943 - 14-06-1944 |
|                |                     | Pangkalan Balei                      | 15-08-1943 - 20-05-1945 |
|                |                     | Scholen                              | xx-03-1942 - 24-08-1945 |
|                |                     | Soengei Gerong                       | 22-02-1944 - xx-09-1945 |
|                |                     | Talangbetoetoe                       | xx-04-1942 - xx-11-1945 |

### Krijgsgevangenenkampen op Borneo
| Bunsho       | Stad         | Naam van krijgsgevangenenkamp | Bestaansperiode            |
| ------------ | ------------ | ----------------------------- | -------------------------- |
| Noord-Borneo | Kuching      | Batoe Lintang                 | 14-07-1942 - 15-08-1945    |
|              | Labuan       | Labuan                        |                            |
|              | Jesselton    | Jesselton                     |                            |
|              | Sandakan     | Sandakan                      | 17-07-1942 - 23-08-1945    |
|              |              | Ranau                         | februari 1945 - 15-08-1945 |
| Oost-Borneo  | Tarakan      | Artillerie-kampement          | 17-02-1942 - 13-06-1945    |
|              |              | Infanterie-kampement          | 12-01-1942 - 17-02-1942    |
|              | Samarinda    | KNIL-kampement                | 19-03-1942 - 08-09-1943    |
|              |              | Sangasanga                    | 25-03-1942 - juli 1945     |
|              | Balikpapan   | Goenoeng Malang               | 19-12-1944 - 17-02-1945    |
|              |              | Klandasan                     | 18-01-1943 - 19-12-1944    |
|              |              | KNIL-kampement                | 18-01-1943 - 19-12-1944    |
|              | Bandjermasin | Bandjermasin I                | 24-03-1942 - 24-04-1943    |
|              |              | Bandjermasin II               | 21-02-1945 - 31-07-1945    |
|              | Poeroektjaoe | Poeroektjaoe                  | 12-08-1945 - 19-09-1945    |
| West-Borneo  | Pontianak    | Missiegebouw                  | 11-04-1942 - 15-07-1942    |

### Krijgsgevangenenkampen op Celebes
| Bunsho        | Stad     | Naam van krijgsgevangenenkamp | Bestaansperiode         |
| ------------- | -------- | ----------------------------- | ----------------------- |
| Noord-Celebes | Menado   | Gevangenis                    | 12-01-1942 - 07-02-1942 |
|               |          | Fort Amsterdam                | 07-02-1942 - xx-07-1942 |
| Zuid-Celebes  | Makassar | Gevangenis                    | 08-03-1942 - xx-07-1943 |
|               |          | Infanteriekampement           | xx-03-1942 - 02-06-1944 |
|               |          | Mariso-kamp                   | 02-06-1944 - 26-08-1945 |
|               |          | Militair Hospitaal            | 26-08-1945 - xx-xx-1945 |
|               |          | Zeevaartschool                | xx-03-1942 - xx-04-1942 |
|               | Pomelaä  | Pomelaä                       | 17-01-1943 - 16-09-1943 |

### Krijgsgevangenenkampen op de Molukken en Flores
| Bunsho | Stad       | Naam van krijgsgevangenenkamp | Bestaansperiode         |
| ------ | ---------- | ----------------------------- | ----------------------- |
| Flores | Maoemere   | Blomkamp                      | 10-05-1943 - 12-09-1944 |
|        |            | Reyerskamp                    | 10-05-1943 - 09-09-1943 |
|        |            | Wulffkamp                     | 10-05-1943 - 10-06-1943 |
|        | Taliboera  | Taliboera                     | 31-05-1943 - 30-08-1943 |
| Seram  | Amahei     | Amahei                        | 30-04-1943 - 21-10-1943 |
| Haruku | Palao      | Haroekoe                      | 05-05-1943 - 01-08-1944 |
| Ambon  | Ambon      | Tantoei                       | 03-02-1942 - 10-09-1945 |
|        | Ambon      | Ambon-stad                    | 25-11-1943 - 07-10-1944 |
|        | Laha       | Laha                          | xx-01-1942 - 07-10-1944 |
|        | Liang      | Liang                         | 03-05-1943 - 14-08-1944 |
|        | Roemahtiga | Roemahtiga                    | 18-07-1944 - 07-10-1944 |
|        | Waiame     | Waiame                        | 12-07-1944 - 07-10-1944 |
| Muna   | Raha       | Raha                          | 11-09-1944 - 16-08-1945 |

## Burgers

### Inleiding
De Japanners streefden naar een gemeenschappelijke "Groot-Aziatische Welvaartssfeer" onder leiding van hun keizerrijk. Daartoe moesten de Aziatische volkeren ook geestelijk worden losgemaakt van de Westerse cultuur en dientengevolge dienden die "Westerse volkeren" uit de samenleving te worden verwijderd. Voor de Amerikanen gold dat tevens als represaillemaatregel; in de Verenigde Staten werd - na de aanval op Pearl Harbor - begonnen met de internering van Japanse Amerikanen (omstreeks 120.000). 
Allereerst werd begonnen met het gevangen zetten van alle vooraanstaande personen, daarna volgden de mannen, de vrouwen en kinderen. Dat gebeurde op Java het laatst, wellicht omdat het aantal daar zo groot was. Ook de burgerkampen mochten door het Rode Kruis en de "beschermende neutrale mogendheid" Zweden niet betreden worden. Tweemaal mocht het Rode Kruis pakketten sturen maar deze kwamen gehavend en deels geplunderd aan.

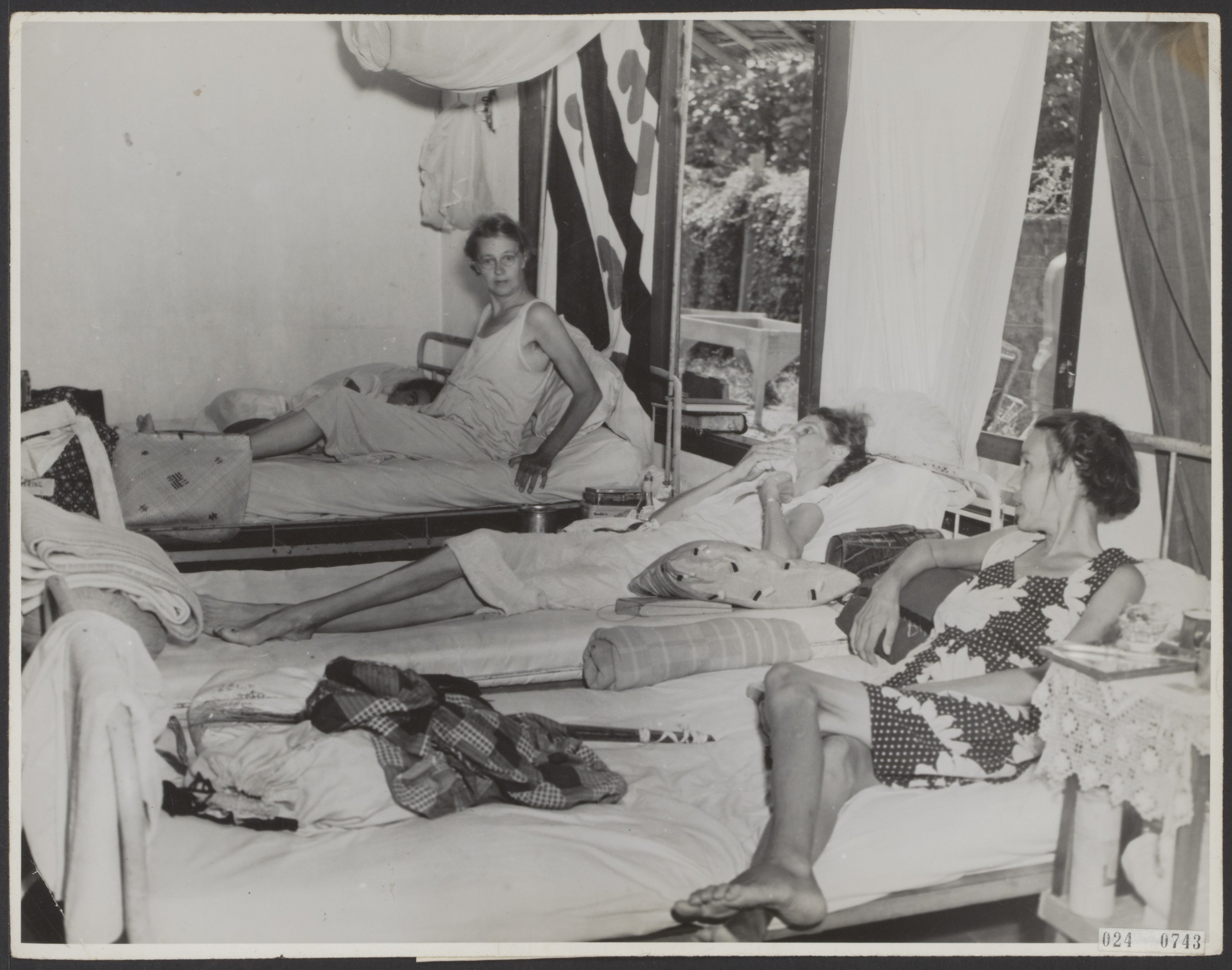
Vrouwen in Kamp Tjideng, Batavia kort na de Japanse capitulatie (oktober 1945)

Naast de krijgsgevangenenkampen bestonden er burgerinterneringskampen, waar ca 70.000 Europeanen zonder een gemengde afkomst (zuivere blanken) en ca 30.000 Europeanen mét een gemengde afkomst (Indo-Europeanen, indo's) gevangen werden opgesloten. De eerste categorie werd ook wel aangeduid als "totok" en de tweede categorie als ""Belanda Indo" (zie Indische Nederlanders). De Europeanen zonder gemengde afkomst werden voor het grootste deel geïnterneerd. De meerderheid van de Indo-Europeanen (schattingen zijn er van 170.000 tot 280.000) kon buiten het kamp blijven, de zogenoemde "buitenkampers". Naar schatting zijn op Java, waar ongeveer drie vierde van de totale Europese bevolking was gehuisvest, en ook het aantal Indo-Europeanen naar verhouding vele malen hoger was dan in de Buitengewesten, uiteindelijk 76.000 Europese burgers geïnterneerd geweest, waaronder ten minste 10.000 van Indo-Europese afkomst. Schattingen voor de andere eilanden zijn: Sumatra: 12.000, Borneo: 500, Grote Oost: 3.900. De totale sterfte in de burger-interneringskampen wordt geschat op 16.000. Rekening houdend met de gemiddelde sterftecijfers onder normale omstandigheden, zouden met enig voorbehoud 13.500 burgers zijn omgekomen als direct of indirect gevolg van internering. Bij een geschat aantal van in totaal 110.000 burger-geïnterneerden komt dit neer op 13%; een gemiddelde van 1 op 8.

### Burgerkampen
In de burgerkampen was vaak een groot tekort aan voedsel, water en medicijnen. Soms trachtte men in het geheim via handeldrijven aan de gedeks (bamboe omheiningen) met de bevolking van omringende dorpen aan extra voedsel te komen. Dit bilikken of gedekken, indien ontdekt, werd echter streng bestraft door de kampbewaking. Belangrijk onderdeel van het dagelijks menu was een pap van Asiameel, die in het kampjargon bubur atji (stijfselpap) werd genoemd. Latrines waren vaak verstopt waardoor besmettelijke ziektes zoals dysenterie vrij spel kregen en in de overvolle slaapvertrekken wemelde het van wandluizen, vliegen en ratten. Hongeroedeem, malaria en beriberi kwamen vaak voor. Zendingen van het Rode Kruis werden vaak eerst door de Japanners afgeroomd. Vooral aan het eind van de oorlog ging de gezondheidstoestand snel achteruit.

Geïnterneerden werden vaak op transport gezet, meestal in overvolle treinen, waar de temperatuur in de geblindeerde wagons tot grote hoogte kon stijgen. In de kampen heerste een streng regiem. Overtredingen werden met stokslagen of uren in de zon staan zonder drinken bestraft. Er werd dagelijks appel gehouden om de gevangenen te tellen. In de vrouwenkampen werd in 1944 het bevel uitgevaardigd dat alle jongens van 10 jaar en ouder moesten verhuizen naar een speciaal jongenskamp, vaak in een bestaand mannenkamp. Sporadisch mocht er een briefkaart in het Maleis worden geschreven in de vorm van standaardzinnen, aangevuld met eigen woordjes.

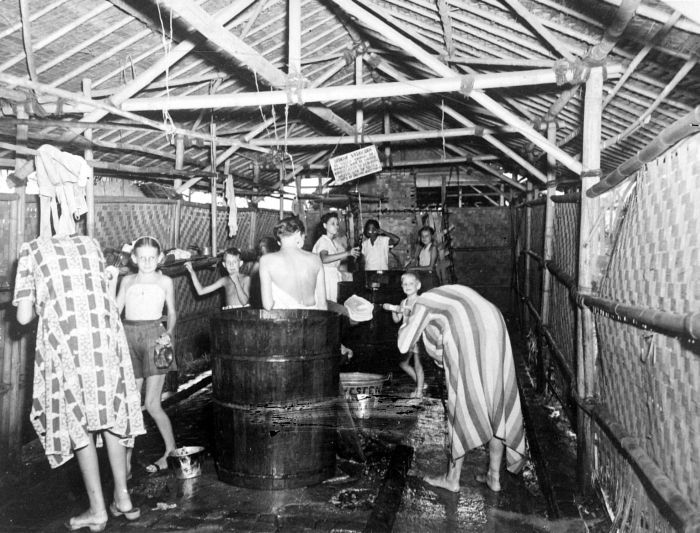
Vrouwen en kinderen wassen zich in het vrouwenkamp Kampong Makassar in Meester Cornelis (Batavia) na de capitulatie van Japan

### Burgerkampen op Java[22]
Burger-geïnterneerden in kampen op Java werden vanaf 1 maart 1944 onder centraal militair bestuur geplaatst. Vóór die datum vielen zij onder direct legerbeheer. De kampen op Java werden onder drie gewestelijke hoofdkantoren geplaatst, ook wel Bunsho's genoemd, waaronder onderdistricten of Bushenko's. Binnen elke Bunsho werden de kampen doorlopend genummerd. Dit waren:
- Bunsho I: Batavia en omstreken (Bushenko's: Batavia-1, Batavia-2, Tangerang en Buitenzorg, totaal 9 kampen)
- Bunsho II: overig West-Java (Bushenko's: Bandung en Cimahi, totaal 6 kampen)
- Bunsho III: Midden- en Oost-Java (Bushenko's: Semarang, Ambarawa/Banyubiru, Solo en Muntilan, totaal 13 kampen)

| PROVINCIE   | STAD         | KAMP                  |
| West-Java   | Serang       | Gevangenis            |
|             | Tangerang    | Gevangenis            |
|             |              | LOG                   |
|             |              | Tanahtinggi           |
|             | Batavia      | ADEK                  |
|             |              | Boekit Doeri          |
|             |              | Glodok                |
|             |              | Grogol                |
|             |              | Halimoen              |
|             |              | Kampong Makassar      |
|             |              | Kramat                |
|             |              | Mater Dolorosa        |
|             |              | Sint Vincentius       |
|             |              | Struiswijk            |
|             |              | Tjideng               |
|             |              | Tjipinang             |
|             | Buitenzorg   | Kedoengbadak          |
|             |              | Kedoeng Halang        |
|             |              | Kelapanoenggal        |
|             |              | Kota Paris            |
|             |              | Pledang-Gevangenis    |
|             |              | Sempoer               |
|             |              | Ursulinen-Klooster    |
|             | Soekaboemi   | Juliana-School        |
|             |              | Politieschool         |
|             |              | Rosali                |
|             |              | SOG-Meisjeshuis       |
|             | Tjimahi      | 4e en 9e Bataljon     |
|             |              | Baros 5               |
|             |              | Baros 6               |
|             |              | Goenoeng Haloe        |
|             |              | Militair Hospitaal    |
|             |              | Padalarang            |
|             |              | Pasir Benteng         |
|             |              | Treinkampement        |
|             | Bandoeng     | 15e Bataljon          |
|             |              | Bangka                |
|             |              | Bantjeui              |
|             |              | Bloemenkamp           |
|             |              | Dick de Hoog          |
|             |              | Kareës                |
|             |              | Lengkong              |
|             |              | LOG                   |
|             |              | Palace-Hotel          |
|             |              | Pasar Andir           |
|             |              | Rama                  |
|             |              | Soekamiskin           |
|             |              | Stella Maris          |
|             |              | Tjiboenoet            |
|             |              | Tjihapit              |
|             |              | Tjitaroemplein        |
|             |              | Zeelandia             |
|             | Tjitjalengka | Spoorweg-kamp         |
|             | Cheribon     | Gevangenis            |
|             |              |                       |
| Midden-Java | Tegal        | Gevangenis            |
|             |              | Todanstraat           |
|             | Pekalongan   | Goedang Garam         |
|             |              | MULO                  |
|             |              | Nieuwe Gevangenis     |
|             |              | Oude Gevangenis       |
|             | Poerwokerto  | Broederschool         |
|             |              | Chinees Huis          |
|             |              | Gevangenis            |
|             | Semarang     | Bangkong              |
|             |              | Boeloe-Gevangenis     |
|             |              | Broederschool         |
|             |              | Djatingaleh           |
|             |              | Gedangan              |
|             |              | Halmaheira            |
|             |              | Karangpanas           |
|             |              | Lampersari            |
|             |              | Sompok Lama           |
|             | Kedoengdjati | Kalitjeret            |
|             | Ambarawa     | Ambarawa 6            |
|             |              | Ambarawa 7            |
|             |              | Ambarawa 8            |
|             |              | Ambarawa 9            |
|             |              | Bandoengan            |
|             |              | Banjoebiroe 10        |
|             |              | Banjoebiroe 11        |
|             |              | Banjoebiroe 12        |
|             |              | Soemowono             |
|             |              | Tangsi Perlindoengan  |
|             | Salatiga     | Djoen Eng             |
|             | Temanngoeng  | Rawaseneng            |
|             | Moentilan    | Moentilan             |
|             | Djokjakarta  | Gevangenis            |
|             |              | Vredeburg             |
|             | Soerakarta   | Ziekenzorg/Boemikamp  |
|             | Pati         | Pakis Tajoe           |
|             |              |                       |
| Oost-Java   | Ngawi        | Fort van den Bosch    |
|             | Madioen      | Redjosari             |
|             | Kediri       | Galoehan              |
|             |              | Gevangenis            |
|             |              | Kawarasan             |
|             |              | Sentono Pande         |
|             | Soerabaja    | Boeboetan-Gevangenis  |
|             |              | Darmowijk             |
|             |              | vHoogendorplaan       |
|             |              | Werfstraat-Gevangenis |
|             | Batoe        | Sanatorium            |
|             | Malang       | De Wijk               |
|             |              | LOG                   |
|             |              | Lowokwaroe-Gevangenis |
|             |              | Marinekamp            |
|             | Dampit       | Soember Gesing        |
|             | Bondowoso    | Huizen                |
|             |              | Lagere School         |
|             | Kesilir      | Kesilir               |

### Burgerkampen op Sumatra[27]
| PROVINCIE      | STAD             | KAMP                  |
| Noord-Sumatra  | Koeta Radja      | Kazernes              |
|                | Koetatjane       | Lawesigalagala        |
|                | Bindjei          | Diverse kampen        |
|                | Belawan          | Unie Kampong          |
|                | Medan            | Belawan Estate        |
|                |                  | Gloegoer              |
|                |                  | Kampong Baroe         |
|                |                  | Poelau Brajan A,B,C,E |
|                |                  | Poelau Brajan D       |
|                |                  | Soengei Sengkol       |
|                |                  | St Jozef-school       |
|                | Tandjoeng Morawa | Huizen                |
|                | Brastagi         | Brastagi              |
|                | Kaban Djahe      | Diverse gebouwen      |
|                | Tebing Tinggi    | Gevangenis, Huis      |
|                | Pematang Siantar | Dokter Fonds          |
|                |                  | Gevangenis            |
|                | Tandjoeng Balei  | Diverse kampen        |
|                | Rantau Prapat    | Aek Pamienke I        |
|                |                  | Aek Pamienke II       |
|                |                  | Aek Pamienke III      |
|                |                  | Padang Halaban        |
|                |                  | Si Rengorengo         |
|                |                  |                       |
| Midden-Sumatra | Fort de Kock     | Diverse kampen        |
|                | Padang           | Brits kamp            |
|                |                  | Gevangenis            |
|                |                  | Kath. Soc. Bond       |
|                |                  | Leger des Heils Hosp  |
|                |                  | Missiecomplex         |
|                |                  | MV-gebouw             |
|                |                  | Provoosthuis          |
|                | Padangpandjang   | Kazerne               |
|                | Rengat           | Diverse kampen        |
|                | Sawahloento      | Diverse kampen        |
|                | Soengei Penoeh   | Diverse kampen        |
|                | Bangkinang       | Bangkinang (ma)       |
|                |                  | Bangkinang (vr)       |
|                |                  |                       |
| Zuid-Sumatra   | Muntok           | Barakkenkamp          |
|                |                  | Gevangenis            |
|                | Palembang        | Barakkenkamp          |
|                |                  | Boekit Besar          |
|                |                  | Gevangenis            |
|                |                  | Pladjoe               |
|                |                  | Talang Semoet         |
|                | Loeboek Linggau  | Belalau (ma)          |
|                |                  | Belalau (vr)          |

### Burgerkampen op Celebes[28]
| PROVINCIE        | STAD      | KAMP           |
| Noord-Celebes ma | Menado    | St Jozef       |
|                  |           | Gevangenis     |
|                  |           | Teling         |
|                  |           |                |
| vr               | Tomohon   | St Walterus    |
|                  | Kaäten    | Kaäten         |
|                  | Airmadidi | Airmadidi      |
|                  |           |                |
| Zuid-Celebes ma  | Makassar  | Politiekazerne |
|                  | Parepare  | Parepare       |
|                  | Bodjo     | Bodjo          |
|                  | Bolong    | Bolong         |
|                  |           |                |
| vr               | Makassar  | Politiekazerne |
|                  | Malino    | Malino         |
|                  | Kampili   | Kampili        |

Burgerkampen op Borneo
| PROVINCIE         | STAD         | KAMP               |
| Noord-West-Borneo | Jesselton    | Huizen             |
|                   | Kuching      | Huizen             |
|                   | Pontianak    | Huizen             |
|                   | Sambas       | Huizen             |
|                   | Sandakan     | Huizen             |
|                   | Singkawang   | Huizen             |
|                   | Kuching      | Batoe Lintang (ma) |
|                   |              | Batoe Lintang (pr) |
|                   |              | Batoe Lintang (vr) |
|                   |              |                    |
| Zuid-Oost-Borneo  | Bandjermasin | Kazerne            |
|                   | Samarinda    | Huis               |
|                   | Tarakan      | Kazerne            |
|                   | Kandangan    | Kandangan          |
|                   | Poeroektjaoe | Poeroektjaoe       |

Burgerkampen Oostelijke Archipel
| PROVINCIE    | STAD       | KAMP             |
| Ambon        | Ambon      | Adventskerk      |
|              |            | Bethanië-kerk    |
|              |            | Boskamp          |
|              |            | STOVIL           |
|              |            | Tantoei          |
|              |            |                  |
| Bali         | Denpasar   | Gevangenis       |
|              | Singaradja | Gevangenis       |
|              |            |                  |
| Flores       | Endé       | Gevangenis       |
|              | Ndona      | Klooster         |
|              |            |                  |
| Lombok       | Mataram    | Diverse gebouwen |
|              |            |                  |
| Nieuw-Guinea | Hollandia  | Politiekazerne   |
|              | Manokwari  | Diverse kampen   |
|              | Manokwari  | Oransbari        |
|              |            |                  |
| Soemba       | Waingapoe  | Gevangenis       |
|              |            | Pasanggrahan     |
|              |            |                  |
| Soemabawa    | Bima       | Gevangenis       |
|              |            |                  |
| Timor        | Atamboea   | Klooster         |
|              | Dili       | Gevangenis       |
|              |            | Huizen           |
|              | Liquica    | Huizen           |
|              | Soë        | Huizen           |

### Correspondentie
Op de correspondentie (briefkaarten van de kamppost) tussen geïnterneerden werd de Japanse tijdrekening gebruikt waarbij het ontstaan van de Japanse natie 660 v. Chr. als beginjaar werd gebruikt. 1945 werd hierdoor 2605. Op de burger-POW-post moesten verder het POW-nummer van afzender en het POW-nummer en de militaire kampcode van het gewest van geadresseerde worden vermeld (CR: Bunsho I, CQ: Bunsho II en CP Bunsho III). Ten slotte werden op de briefkaarten ook geheime en steeds veranderde militaire adrescodes ingevuld, die bestonden uit een combinatie van een Romeins en Latijns cijfer. De tekst van de briefkaarten moest in het Maleis worden opgesteld, volgens een standaardtekst en was altijd positief van strekking.

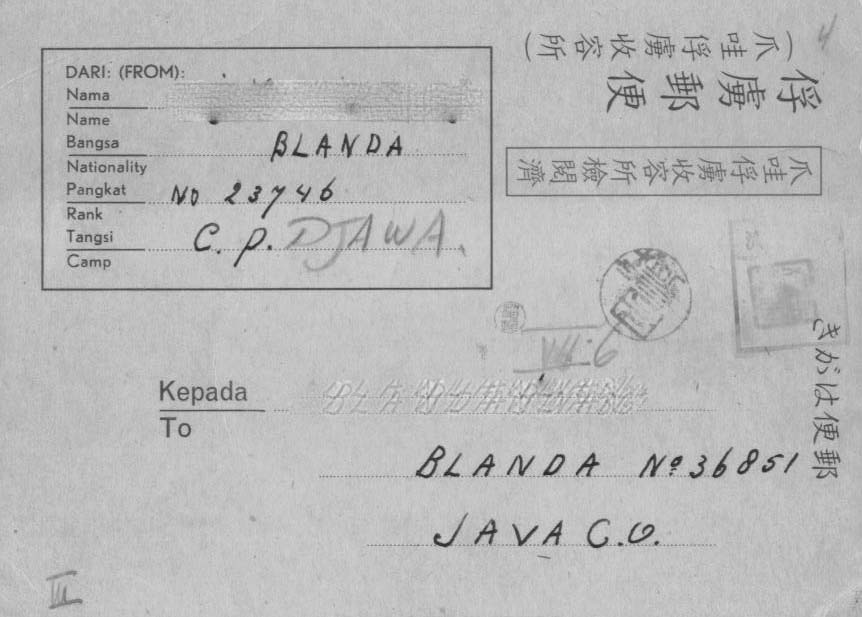
Briefkaart uit kamp Muntilan (gewestcode C.P., POW-nummer 23746) naar kamp Tjimahi (gewestcode C.Q., POW-nummer 36851). Ook is de code VII 6 toegevoegd.

## Wreedheid van de Japanners

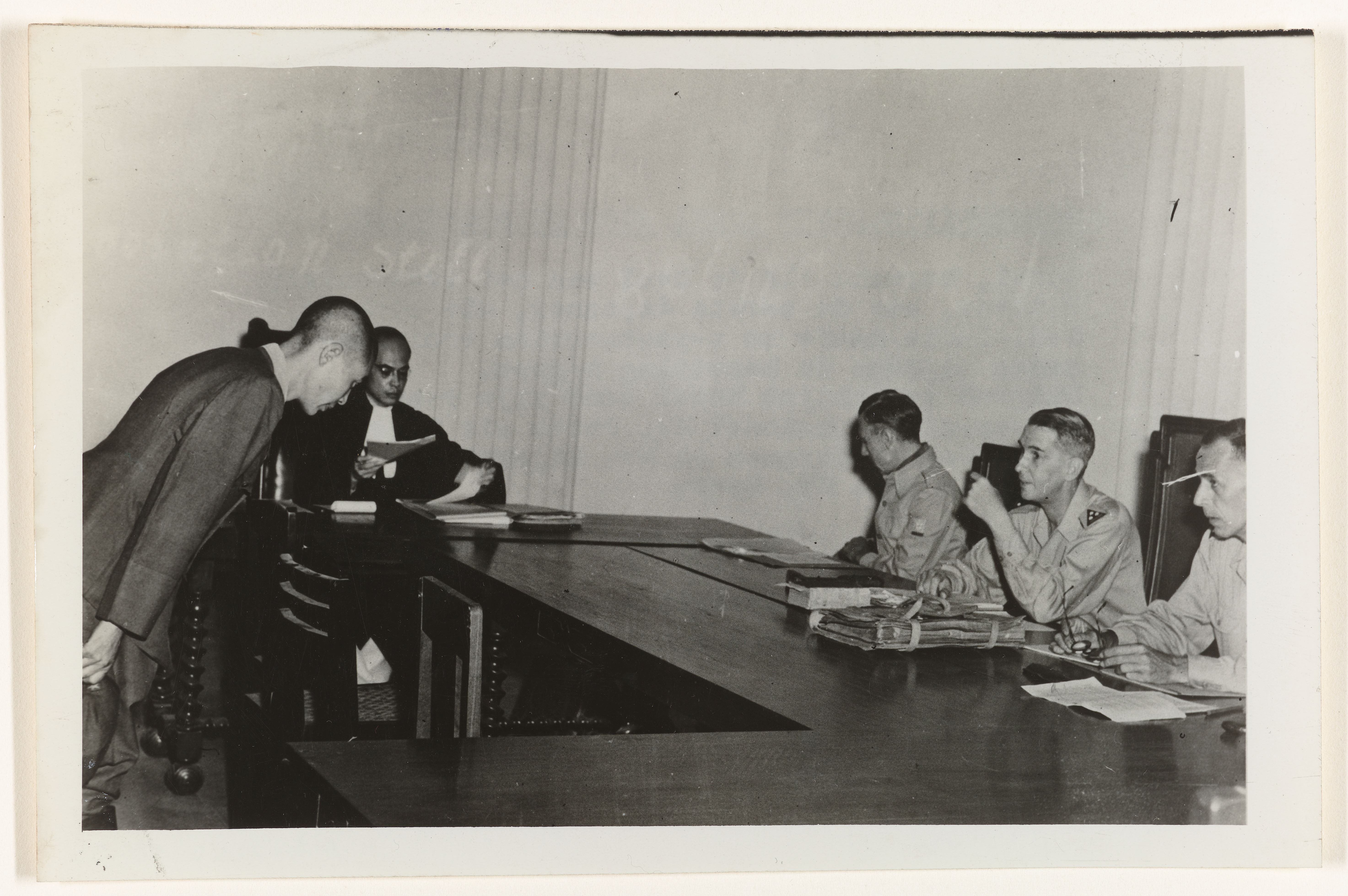
De Japanse oorlogsmisdadiger Kenichi Sonei, "de beul van Tjideng", staat in Nederlands-Indië voor de rechtbank.

De Japanse soldaten was op harde wijze ingeprent dat een krijgsgevangene een laf en minderwaardig schepsel was. Een echte soldaat moest zich in de strijd nooit overgeven; hij diende zich dood te vechten of zelfmoord te plegen, vlak voor een mogelijke gevangenname. Enige maanden na het begin van de oorlog in het Pacifisch gebied hadden de Japanners al een zeer groot aantal westerse krijgsgevangenen in hun macht, namelijk ongeveer 140.000. De Japanners beschouwden al deze westerse gevangenen zonder meer als minderwaardige schepsels die geen enkel recht konden doen gelden op een behoorlijke behandeling. Er waren nog andere omstandigheden in het geding. Zo had Japan vanaf 1937 oorlog in China gevoerd, waarbij Japanse militairen zeer wreed te keer waren gegaan – zowel tegen de civiele bevolking als tegenover krijgsgevangenen. Op grote schaal maakten zij zich schuldig aan plundering, massamoord, verkrachting en andere gruwelijkheden. Kort na het uitbreken van de oorlog in de Pacific verklaarde Japan op aandringen van de geallieerden, dat het land zich aan de bepalingen van de Conventie zou houden. Er werden in de zuidelijke regionen (waaronder de Indische archipel) evenwel geen gelijkluidende orders gegeven aan de Japanse militaire gezaghebbers. Integendeel: eind april 1942 gaf Hideki Tojo, de Japanse minister-president en tevens minister van Oorlog, opdracht de westerse krijgsgevangenen hard en op vernederende wijze aan te pakken. Ontvluchte gevangenen dienden ter dood te worden gebracht.
Er kwamen daarna op dit gebied weer verzachtende bepalingen en een reglement voor krijgsgevangenkampen, maar deze bevelen kwamen niet of niet voldoende terecht in de regionen waarin Nederlands-Indië was gelegen. In feite kwam het erop neer dat in de zuidelijke gebieden de Japanse commandanten zelf wel bepaalden hoe zij de krijgsgevangenen zouden behandelen. Niet in alle gevangenkampen vonden dezelfde verschrikkelijke gebeurtenissen plaats. Er kwamen diverse varianten voor, maar in grote lijnen waren de misdadige handelingen van de Japanners tegen de westerse krijgsgevangenen de volgende:
- Van bescherming of menslievende behandeling was nergens sprake; vrijwel overal kwamen op grote schaal excessen voor;
- De huisvesting was vrijwel overal zwaar onder de maat;
- De voeding was slecht tot zeer slecht;
- Vrijwel nergens vond verstrekking van kleding of schoeisel plaats;
- De geneeskundige verzorging was overal onvoldoende tot slecht; dat er desalniettemin nog enige zorg was was te danken aan de inzet van eigen organieke militair artsen en hun verplegend personeel; de verstrekking van medicamenten was slecht tot afwezig;
- De krijgsgevangenen werden massaal tot vaak zeer zwaar lichamelijk werk gedwongen, meestal in ongezonde omstandigheden, vaak in oorlogsgebied; ook moesten zij werk van zuiver militair nut voor de Japanse militairen verrichten;
- De mogelijkheid tot het verzenden en het ontvangen van post naar en van gezinsleden was nihil.[31]

Literatuur over de vrouwenkampen
- Lise Kristensen - De Kleine Gevangene[32]

- Elise G. Lengkeek -  De Hel van Tjideng[33]

- Maria Zeeman - Dutch Girl From Jakarta: From Indonesian Concentration Camp to Freedom[34]

- Theodora Kleisma  - Theodora: How I Survived a WW2 Japanese Prison Camp, Fled Indonesian Extremists, and Escaped the Great Dutch Flood

- Annelex Hofstra Layson, Herman J. Viola - Lost Childhood: My Life in a Japanese Prison Camp During World War II[35]

- Anneke Bosman - Kampdagboek van Anneke Bosman[36]

- Pauline Kok - Het Vergeten Kamp[37]

- Martin Rep - Stijfselpap en Nasi Goreng, Een Familiegeschiedenis[38]

- Lennie van Empel and Memoirs of Gon Boissevain - Lampersari Concentration Camp On Java 1941-1946 - The Secret Diary[39]

- Shirley Fenton Huie, The forgotten Ones, Women And Children Under Nippon[40]

## Overzicht grootste burgerkampen
Zuid-Celebes
- Pare-pare
- Bojo
- Bolong
- Malino
- Kampili

Sumatra
- Aek Pamingke
- Berastagi
- Siringo-ringo

West-Java
- Tjideng (Batavia)
- Tjihapit (Bandoeng)
- Tjimahi
- ADEK (Batavia)
- 15e Bataljon (Bandoeng) (Hier bevonden zich méér kampen, zoals ettelijke in Tjimahi: 4e en 9e Bat., Baroskamp, Kamp 6 en meer)

Midden-Java 
- Ambarawa 6
- Ambarawa 7
- Banyubiru (Banjoebiroe)
- Bandungan
- Lampersari
- Muntilan
- Semarang (Halma Heira - Afgezette wijk. E. Thomson - Setengah mati (= halfdood geslagen) boek over ervaringen in Halma Heira)
- Solo

Ambon
- Tantui

Borneo
- Kamp Batu Lintang

## Zie ook

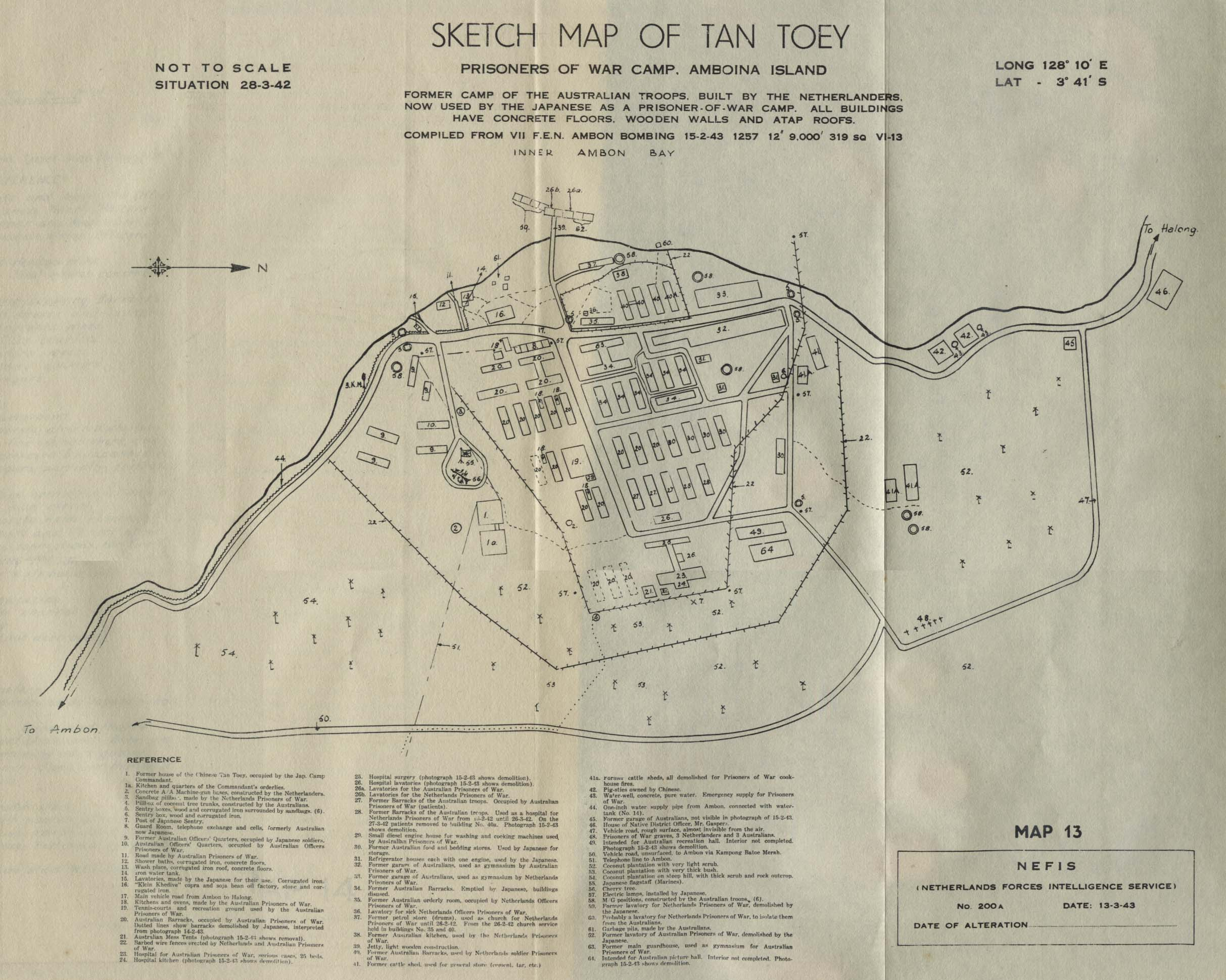
Kaart van Tantui-jappenkamp 1943 - Ambon
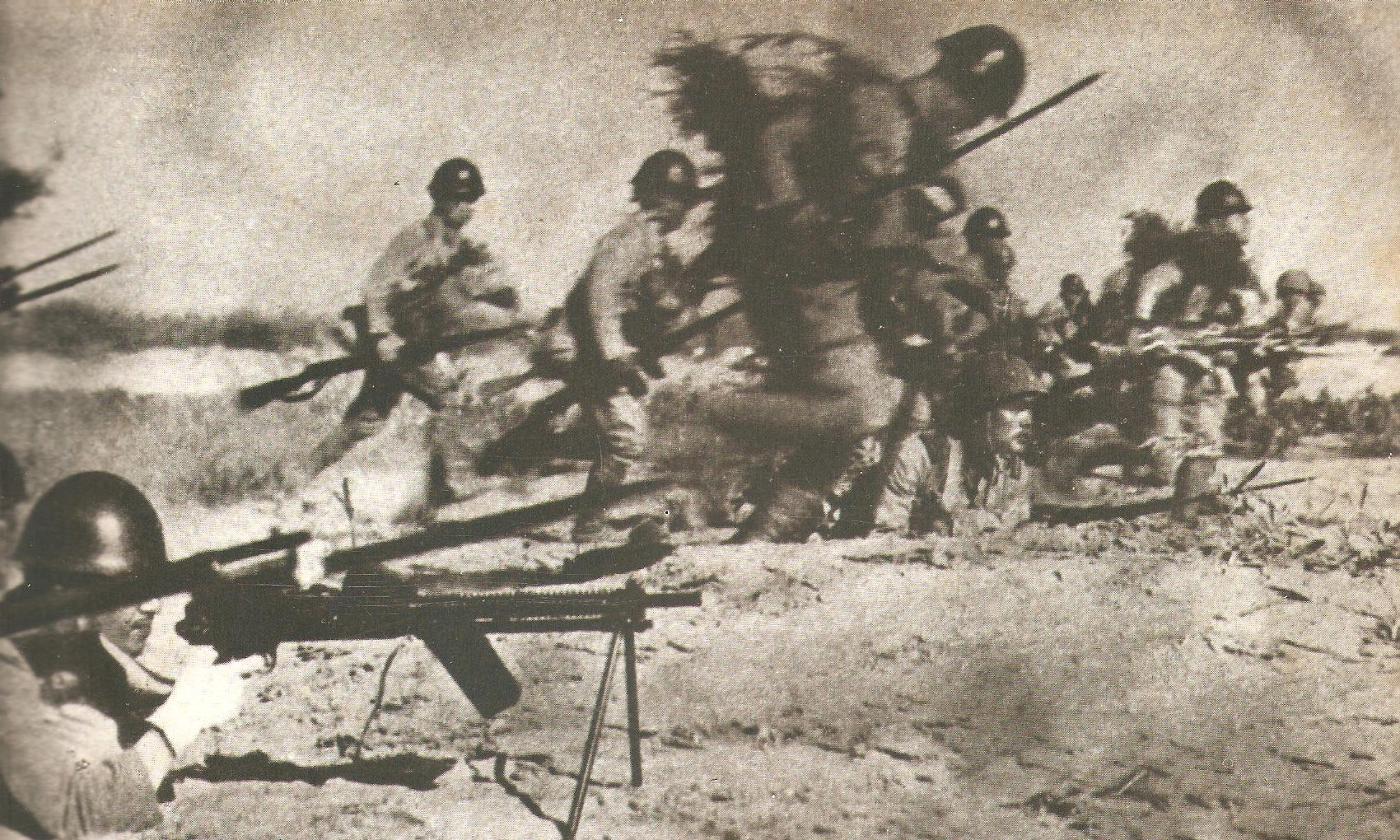
Japanse soldaten in actie tijdens de bezetting van Azië.
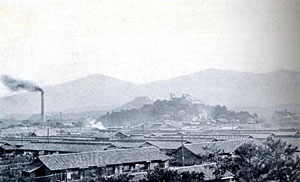
Yoshikuma-mijn, waar krijgsgevangenen onder slechte omstandigheden zwaar werk moesten verrichten
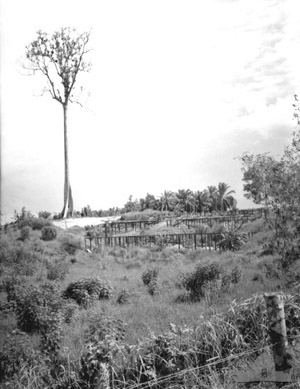
Kamp Sandakan in Noord-Borneo.

## In jappenkampen overleden Nederlanders (selectie)
- Anton Colijn
- George Frank Victor Gosenson
- Johan Hilgers
- Frederik Casper Marks
- Eddy de Neve
- Jan Frederik Scheffer
- Willem Walraven